# Soprano dramático
Soprano dramático é o timbre mais pesado de soprano com uma poderosa, voz rica, emotiva, que pode cantar acima de uma orquestra completa. Normalmente, essa voz tem uma menor tessitura do que outros sopranos e um timbre mais escuro. Sopranos dramáticos são frequentemente usados para papéis heroicos, muitas vezes de mulheres trágicas, na ópera. Têm uma gama de cerca de meio C (C4) para "high D" (D6). Alguns sopranos dramáticos, conhecidas como sopranos wagnerianos, têm uma voz excepcionalmente grande que pode afirmar-se sobre uma orquestra enorme (com mais de 80 ou até 100 componentes). Essas vozes são substanciais, muitas vezes com um timbre mais denso, extremamente poderoso e, idealmente,  equilibrada de maneira uniforme ao longo dos registros vocais. Sopranos wagnerianos são raros e costumam interpretar as heroínas míticas.
Caracterizado por sua rica voz completa, é esperado a cantar em grandes orquestras, um feito que requer voz poderosa. Não pode ter uma flexibilidade vocal muito leve. Embora a maioria tenha um tom mais escuro e a qualidade mais robusta na voz, há algum que possua um tom de voz mais lírico. Nestes casos, no entanto, a quantidade substancial de volume e resistência normalmente associados com a voz dramática ainda estão presente. Alguns sopranos dramáticos têm uma voz escura suficiente para cantar alguns papeis em óperas feitos para mezzosopranos com sucesso. Têm um gama de cerca de C#3 para C#6, alguns com capacidade suficiente de atingir até um E6.
Existem sopranos dramáticos, conhecidas como soprano de Wagner, que são capazes de cantar as demandas das óperas de Wagner. Têm uma grande voz que pode afirmar-se ao longo de uma excepcionalmente grande orquestra (mais de oitenta peças). Essas vozes são substanciais e muito poderosas e, idealmente, capazes de saltar entre todo o registro da facha soprano.

## Papéis para soprano dramático[2]
- Abigail, Nabucco (Verdi)
- Amelia, Un ballo in Maschera (Verdi)
- Arabella, Arabella (Richard Strauss)
- Ariadne, Ariadne auf Naxos (Richard Strauss)
- Cassandre, Les Troyens (Berlioz)
- Chrysothemis, Elektra (Richard Strauss)
- Elisabeth, Tannhäuser (Wagner)
- Elsa, Lohengrin (Wagner)
- Gioconda, La Gioconda (Ponchielli)
- Helena, Die Ägyptische Helena (Richard Strauss)
- Die Kaiserin, Die Frau ohne Schatten (Richard Strauss)
- Leonore / Fidelio, Fidelio ( Beethoven)
- Maddalena, Andrea Chénier (Giordano)
- Marie, Wozzeck (Alban Berg)
- Minnie, La fanciulla del Oeste (Puccini)
- Odabella, Attila (Verdi)
- Salomé, Salomé (Richard Strauss)
- Santuzza, Cavalleria Rusticana (Mascagni)
- Sélika, L'Africaine (Giacomo Meyerbeer)
- Sieglinde, Die Walküre (Wagner)
- Valentine, Les Huguenotes (Giacomo Meyerbeer)
- Vanessa, Vanessa (Samuel Barber)

## Papéis para soprano wagneriano[2]
- Brünnhilde, Die Walküre, Siegfried, Götterdämmerung (Wagner)
- Elektra, Elektra (Richard Strauss)
- Isolda, Tristan und Isolde (Wagner)
- A esposa, Die Frau ohne Schatten (Richard Strauss)
- Turandot, Turandot (Puccini)
- Senta, Der fliegende Holländer (Wagner)
- Kundry, Parsifal (Wagner)

## Exemplos de soprano dramático
- Moya Brennan
- Dalva de Oliveira
- Amy Lee
- Patti LaBelle

- Birgit Nilsson
- Lauriete
- Hildegard Behrens
- Maria Caniglia
- Lydia Moisés
- Marjorie Lawrence
- Lotte Lehmann
- Deborah Polaski
- Rosa Raisa
- Elinor Ross
- Sharon Sweet
- Eva-Maria Westbroek
- Anita Cerquetti
- Ghena Dimitrova

## Exemplos de soprano dramático coloratura
- Maria Callas, posteriormente um soprano absoluto.
- Lilli Lehmann
- Joan Sutherland
- Leyla Gencer

## Exemplos de soprano wagneriano
- Kirsten Flagstad
- Leonie Rysanek
- Astrid Varnay
- Jessye Norman
- Lisa Gasteen
- Gwyneth Jones
- Lilli Lehmann
- Martha Mödl
- Lillian Nordica
- Milka Ternina